# Sijs willekomen heirre kerst

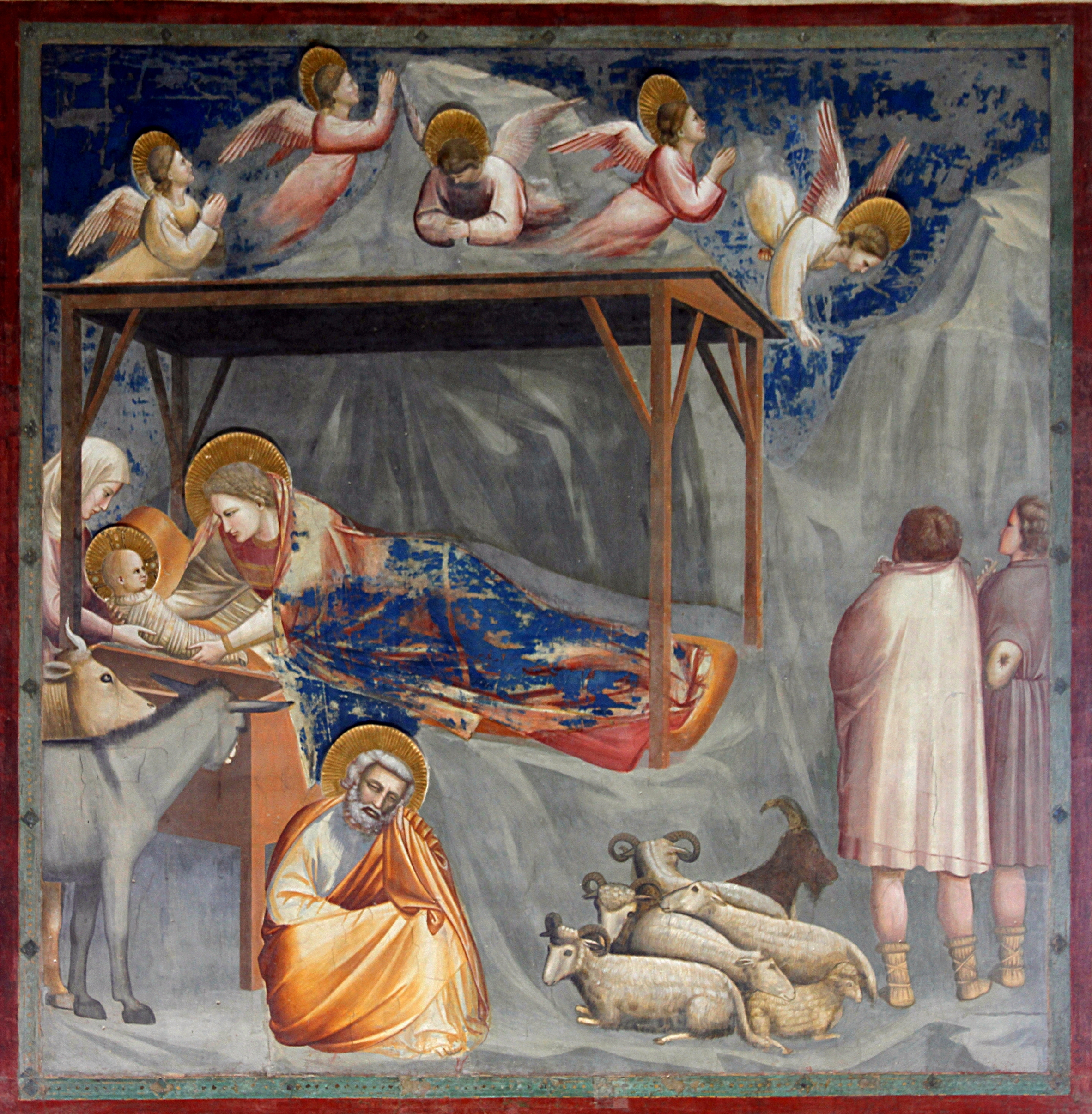
De Geboorte van Christus, naar Giotto

Sijs willekomen heirre kerst wordt volgens sommige auteurs wel geacht het oudst bekende kerstlied te zijn in de Nederlandse (of: Duitse) taal.
De tekst is als volgt:
Sijs willekomen heirre kerst,
want du unser alre heirre bis,
sijs willekomen, lieue heirren,
her in ertriche also schone.
kirieleis

Of, in hedendaags Nederlands:
Wees welkom, Heer Christus,
daar gij ons aller Heer zijt,
Wees welkom, Lieve Heer,
Hier op deze mooie Aarde.
kirieleis

## Melodie
Melodie zoals te vinden in een boek in Aken uit de 14e/15e eeuw (de onderste tekst is de tekst zoals in het boek gegeven):

## Geschiedenis
De ouderdom van dit lied is omstreden. Ook is niet geheel duidelijk of het om een Vlaams lied gaat, dat naar het Rijnland (Aken) is gekomen, of dat het in de omgeving van Aken zou zijn ontstaan. Als jaar van publicatie van deze tekst wordt 1394 aangenomen en de tekst uit die tijd is te vinden in de wetenschappelijke bibliotheek van Erfurt. Het betrof de Kerstmetten, tijdens welke het door de koorheren gezongen zou zijn, en waarbij het volk het refrein kirieleis meezong.
Het lied zou oorspronkelijk reeds omstreeks 1345 in de liturgie gebruikt zijn. Na de lezing van het Kerstverhaal in de Dom van Aken zou dan dit kerstlied gezongen zijn door de oudste aanwezige schepen van de stad. In het Duitse Gezangenboek voor de Katholieke Kerken wordt de tekst, hoogstwaarschijnlijk ten onrechte, aangeduid als stammend uit de 11e of 12e eeuw.
Omstreeks 1450 was de tekst (in het Duits) als volgt:
Nun siet uns willekomen, hero kerst,
Die ihr uns aller hero siet.
Nun siet uns willekomen lieber hero.
Die ihr in den Kirchen schöne siet.
Kyrie-Eleison!
Nun ist Gott geboren unser aller trost,
Der die höllschen pforten mit seinem Kreuz anstoßt.
Die Mutter hat geheißen Maria.
Wie in allen kerstenbüchern geschrieben steht.
Kyrie-Eleison!“
Uit dit lied is uiteindelijk het hedendaagse Nu zijt wellekome voortgekomen.